# Слейтінгтон (Пенсільванія)
Слейтінгтон (англ. Slatington) — місто (англ. borough) в США, в окрузі Лігай штату Пенсільванія. Населення — 4283 особи (2020).

## Географія
Слейтінгтон розташований за координатами 40°45′13″ пн. ш. 75°36′39″ зх. д. / 40.75361° пн. ш. 75.61083° зх. д. (40.753595, -75.610811).  За даними Бюро перепису населення США в 2010 році місто мало площу 3,57 км², з яких 3,42 км² — суходіл та 0,15 км² — водойми.

## Демографія
Згідно з переписом 2010 року, у селищі мешкали 4232 особи в 1766 домогосподарствах у складі 1088 родин. Густота населення становила 1186 осіб/км².  Було 1931 помешкання (541/км²).
Расовий склад населення:
| - 94,1 % — білих - 1,6 % — чорних або афроамериканців - 0,5 % — азіатів - 0,4 % — корінних американців - 1,4 % — осіб інших рас |

До двох чи більше рас належало 2,0 %. Частка іспаномовних становила 5,2 % від усіх жителів.
За віковим діапазоном населення розподілялося таким чином: 23,3 % — особи молодші 18 років, 62,8 % — особи у віці 18—64 років, 13,9 % — особи у віці 65 років та старші. Медіана віку мешканця становила 39,2 року. На 100 осіб жіночої статі у селищі припадало 92,3 чоловіків;  на 100 жінок у віці від 18 років та старших — 89,7 чоловіків також старших 18 років.
Середній дохід на одне домашнє господарство  становив 54 037 доларів США (медіана — 47 551), а середній дохід на одну сім'ю — 64 549 доларів (медіана — 65 149). За межею бідності перебувало 13,1 % осіб, у тому числі 13,5 % дітей у віці до 18 років та 7,5 % осіб у віці 65 років та старших.
Цивільне працевлаштоване населення становило 2032 особи. Основні галузі зайнятості: освіта, охорона здоров'я та соціальна допомога — 25,8 %, виробництво — 18,1 %, роздрібна торгівля — 17,3 %.